# Владо Касало
Владо Касало (Бугојно, 11. новембар 1962) бивши је југословенски и хрватски фудбалер.

## Каријера
Фудбалску афирмацију је стекао у дресу Осијека, за који је наступао у периоду од 1983. до 1987. године. Остао је у памћењу као изузетно оштар и груб одбрамбени фудбалер. Каријеру је наставио у загребачком Динаму (1987-89). Као интернационалац играо у немачком бундеслигашу Нирнберг (1989-91) и немачком друголигашу Мајнц 05 (1992-94).
За репрезентацију Југославије одиграо је један меч, 28. августа 1987. против СССР-а у Београду (резултат 0:1). Наступио је на два сусрета и за репрезентацију Хрватске током 1990 године.
Био је спортски директор Кроације Загреб у сезони 1994/95. (данас Динамо). Тренирао је млађе категорије у омладинској школи Динама.
Имао је проблема са законом у Немачкој и био осумњичен због кладионичарске афере.

## Наступи за репрезентацију Југославије
| #  | Датум            | Место   | Противник       | Резултат | Гол | Такмичење            |
| -- | ---------------- | ------- | --------------- | -------- | --- | -------------------- |
| 1. | 29. август 1987. | Београд | Совјетски Савез | 0:1      | 0   | Пријатељска утакмица |